# Hamilton, Victoria
Hamilton är en ort i Australien. Den ligger i kommunen Southern Grampians och delstaten Victoria, omkring 260 kilometer väster om delstatshuvudstaden Melbourne. Antalet invånare är 10 104.
Runt Hamilton är det ganska glesbefolkat, med 24 invånare per kvadratkilometer.. Det finns inga andra samhällen i närheten.
Trakten runt Hamilton består till största delen av jordbruksmark. Genomsnittlig årsnederbörd är 927 millimeter. Den regnigaste månaden är juli, med i genomsnitt 143 mm nederbörd, och den torraste är februari, med 25 mm nederbörd.